# إدي دوغان (فارس)
إدي دوغان (بالإنجليزية: Eddie Dugan)‏ هو فارس أمريكي، (ولد في كاليفورنيا في الولايات المتحدة 1892  م).